# Kiev Patriots
I Kiev Patriots sono una squadra di football americano di Kiev, in Ucraina .

## Dettaglio stagioni

### Amichevoli
| Stagione | Vin | Par | Per | Tot | PF | PS | avversaria   |
| -------- | --- | --- | --- | --- | -- | -- | ------------ |
| 2017     | 1   | 0   | 0   | 1   | 18 | 14 | EAFL Falcons |
| Totale   | 1   | 0   | 0   | 1   | 18 | 14 |              |

### Tornei nazionali

#### Campionato

##### ULAF Divizion A/ULAF Top Liga/ULAF Superleague/ULAF League One (primo livello)
| Stagione | regular season | regular season | regular season | regular season | regular season | regular season | playoff | playoff | playoff | playoff | playoff | playoff      | playoff          |
|          | Vin            | Par            | Per            | Tot            | PF             | PS             | Vin     | Per     | Tot     | PF      | PS      | risultato    | avversaria       |
| -------- | -------------- | -------------- | -------------- | -------------- | -------------- | -------------- | ------- | ------- | ------- | ------- | ------- | ------------ | ---------------- |
| 2016     | 2              | 0              | 4              | 6              | 108            | 156            | -       | -       | -       | -       | -       | -            | -                |
| 2017     | 1              | 0              | 5              | 6              | 142            | 183            | -       | -       | -       | -       | -       | Quarto posto | -                |
| 2018     | 4              | 1              | 1              | 6              | 162            | 73             | 3       | 0       | 3       | 93      | 28      | Campioni     | Lviv Lions       |
| 2019     | 4              | 0              | 0              | 4              | 160            | 62             | 1       | 1       | 2       | 62      | 73      | Finale       | Kiev Capitals    |
| 2020     | 2              | 0              | 0              | 2              | 59             | 15             | 1       | 1       | 2       | 36      | 49      | Semifinale   | Kharkiv Atlantes |
| 2021     | 2              | 0              | 4              | 6              | 68             | 128            | -       | -       | -       | -       | -       | -            | -                |
| Totale   | 16             | 1              | 13             | 30             | 699            | 617            | 5       | 2       | 7       | 191     | 150     |              |                  |

Fonti: Enciclopedia del Football - A cura di Roberto Mezzetti

##### ULAF League7 (secondo livello)
| Stagione | regular season | regular season | regular season | regular season | regular season | regular season | playoff | playoff | playoff | playoff | playoff | playoff   | playoff          |
|          | Vin            | Par            | Per            | Tot            | PF             | PS             | Vin     | Per     | Tot     | PF      | PS      | risultato | avversaria       |
| -------- | -------------- | -------------- | -------------- | -------------- | -------------- | -------------- | ------- | ------- | ------- | ------- | ------- | --------- | ---------------- |
| 2021     | 2              | 0              | 2              | 4              | 160            | 174            | 0       | 1       | 1       | 69      | 70      | Wild Card | Zdolbuniv Eagles |
| Totale   | 2              | 0              | 2              | 4              | 160            | 174            | 0       | 1       | 1       | 69      | 70      |           |                  |

Fonti: Enciclopedia del Football - A cura di Roberto Mezzetti

### Tornei internazionali

#### Monte Clark Cup
| Stagione | regular season | regular season | regular season | regular season | regular season | regular season | playoff | playoff | playoff | playoff | playoff | playoff   | playoff    |
|          | Vin            | Par            | Per            | Tot            | PF             | PS             | Vin     | Per     | Tot     | PF      | PS      | risultato | avversaria |
| -------- | -------------- | -------------- | -------------- | -------------- | -------------- | -------------- | ------- | ------- | ------- | ------- | ------- | --------- | ---------- |
| 2018     | 0              | 0              | 4              | 4              | 33             | 135            | -       | -       | -       | -       | -       | -         | -          |
| Totale   | 0              | 0              | 4              | 4              | 33             | 135            | -       | -       | -       | -       | -       |           |            |

Fonti: Enciclopedia del Football - A cura di Roberto Mezzetti

### Riepilogo fasi finali disputate
| Anno            | Luogo     | Evento          | Fase del torneo | Incontro                           | Risultato |
| 28 ottobre 2018 | Leopoli   | ULAF top Liga   | Finale          | Kiev Patriots - Lviv Lions         | 44 - 6    |
| 28 luglio 2019  |           | Superleague     | Finale          | Kiev Capitals - Kiev Patriots      | 49 - 21   |
| 10 ottobre 2020 | Kiev      | ULAF League One | Semifinale      | Kiev Patriots - Kharkiv Atlantes   | 0 - 28    |
| 8 agosto 2021   | Zdolbuniv | League7         | Wild Card       | Zdolbuniv Eagles - Kiev Patriots 2 | 70 - 69   |

## Palmarès
- 1 Campionato ucraino (2018)